# ام ذروع
ام ذروع (به عربی: أم الذروع) یک شهرداری در الجزایر است که در استان الشلف واقع شده‌است. ام ذروع ۱۷٬۳۱۴ نفر جمعیت دارد.